# Matsuda Tsutomu
Tsutomu Matsuda (sinh ngày 5 tháng 10 năm 1983) là một cầu thủ bóng đá người Nhật Bản.

## Sự nghiệp câu lạc bộ
Tsutomu Matsuda đã từng chơi cho Ventforet Kofu, FC Gifu và FC Kariya.